# Hakon Grüner-Nielsen
Hakon Grüner-Nielsen, född 24 juli 1881 i Köpenhamn, död 24 februari 1953, var en dansk arkivarie och organist.
Grüner-Nielsen tog 1906 magisterkonferens i danska, historia och tyska och var arkivarie vid Dansk Folkemindesamling 1906–51. Han tog även organistexamen och var 1915–51 organist vid Kingos Kirke i Köpenhamn. 
Grüner-Nielsen insamlade redan 1907 folkvisor på fonograf tillsammans med Evald Tang Kristensen och på 1920-talet gjorde han insamlingsresor till Färöarna. Han var lärjunge till Axel Olrik och fortsatte efter dennes död utgivningen av det av Svend Grundtvig påbörjade arbetet Danmarks gamle folkeviser och utgav del 9, Danske Ridderviser (efter förarbeten av Grundtvig och Olrik, 1920/23) och del 10:1 Tekst-Tillæg: bind I-III, nr. 1-182 (avslutat av Karl-Ivar Hildeman, 1933/58). Tillsammans med Erik Abrahamsen påbörjade Grüner-Nielsen utgivningen av melodierna till folkvisorna.